# Oswald Morris Wynd
Oswald Morris Wynd (* 4. Juli 1913 in Tokio, Japan; † 21. Juli 1998 in Dundee, Schottland) war ein britischer Schriftsteller schottischer Herkunft, der einen großen Teil seines Werks unter dem Pseudonym Gavin Black publizierte.

## Herkunft und Ausbildung
Wynd wurde in Tokio geboren, da sein Vater, der aus Perth/Schottland stammte, als Baptisten-Missionar in Japan tätig war. Oswald Wynd besaß aufgrund des Status seines Vaters sowohl die britische als auch die japanische Staatsbürgerschaft.
Wynd wuchs mit britischen, amerikanischen und japanischen Kindern auf und besuchte die Amerikanische Schule. 1923 besuchte er zum ersten Mal die Heimatstadt seines Vaters, ohne sonderlich von Schottland beeindruckt zu sein. Anfang der 1930er Jahre zog die Familie in die USA, wo Wynd die High School in Atlantic City besuchte. 1932 zog die Familie nach Schottland, wo Wynd an der Edinburgh University ein Studium aufnahm, das 1939 durch den Ausbruch des Zweiten Weltkriegs abgebrochen werden musste.

## Kriegsgefangenschaft in Japan
Bei Kriegsausbruch trat Wynd 1939 in die Scots Guards ein. Aufgrund seiner Sprachbegabung wurde er zum Intelligence Corps, dem Nachrichtendienst der British Army, versetzt. Nach dem Kriegseintritt Japans wurde Wynd nach Malaya versetzt und war dort bei 9. Indischen Division tätig. Nach der Zerschlagung der Division bei Johore Bahru geriet Wynd in japanische Kriegsgefangenschaft und wurde durch die Kempeitai, die japanische Geheimpolizei, verhört, wobei sich herausstellte, dass Wynd neben der britischen auch die japanische Staatsangehörigkeit besaß, was von japanischer Seite als Landesverrat betrachtet wurde.
Obwohl ihm ursprünglich die Hinrichtung angedroht worden war, wurde er als Kriegsgefangener zur Minenarbeit nach Hokkaidō verbracht. Aufgrund seiner Sprachkenntnisse gelang es ihm, für die Gefangenen einigermaßen akzeptable Haft- und Arbeitsbedingungen zu erreichen. Insgesamt verbrachte Wynd dreieinhalb Jahre in der Kriegsgefangenschaft.

## Der Schriftsteller
Aufgrund der Vermittlung des Verlagshauses Doubleday schrieb Wynd 1947 seinen ersten Roman, Black Fountains, der autobiographische Züge aufwies.
Danach orientierte sich Wynd literarisch an seinem Landsmann Graham Greene und schrieb meist unter dem Pseudonym Gavin Black Thriller und Unterhaltungsromane. Er erfand den Charakter Paul Harris; ein junger Mann mit schottischem Hintergrund, der in Ostasien lebt und in späteren Romanen die malaysische Staatsbürgerschaft annimmt.
Unzweifelhaft besitzt Paul Harris autobiographische Züge seines Schöpfers. Die Paul Harris-Romane sind oftmals in einer Atmosphäre angesiedelt, in der sich Elemente des Politthrillers mit denen des Kriminal- und Piratenromans vermischen. Der Handlungsort ist mit wenigen Ausnahmen Ostasien, konkret Malaysia, China, Indonesien, Japan und Hongkong. Die Paul Harris-Reihe umfasst zwischen 1961 und 1991 fünfzehn Romane, von denen acht in die deutsche Sprache übersetzt wurden, zuletzt Flucht aus Java (Zürich 1988, Originalausgabe Night Run from Java, London 1979).
Nach Kriegsende kehrte Wynd nie wieder nach Ostasien zurück, sondern lebte auf einer Insel der Hebriden. Er schrieb auch Hörspiele für das Radio und Drehbücher für das Fernsehen.
Als sein bekanntestes Werk gilt The Ginger Tree (London 1977), das 1989 vom britischen Fernsehen verfilmt wurde; ein historischer Roman, der in Japan zu Beginn des 20. Jahrhunderts spielt.

## Werke
Als Gavin Black:
- Suddenly, at Singapore, London 1961 (Dt. Übersetzungen: Mord in Singapur, Zürich 1963. Neuübersetzung: Überraschung in Singapur, Zürich 1989).
- Dead Man Calling, London 1962 (Gelbe Haut und blaue Augen, Zürich 1964)
- A Dragon for Christmas, London 1963 (Ein Drachen zum Fest, München 1966 sowie Neuübersetzung Zürich 1987).
- The Eyes Around Me, London 1964 (Mord in der Neujahrsnacht, München 1966).
- You Want to Die, Johnny? London 1966 (Willst du sterben, Johnny? München 1967).
- The Wind of Death, London 1967.
- The Cold Jungle, London 1969.
- A Time for Pirates, London 1971 (Piraten in Malaysia, München 1973).
- The Bitter Tea, London 1972 (Bitterer Tee, München 1974, Neuübersetzung Zürich 1991).
- The Golden Cockatrice, London 1974.
- A Big Wind for Summer, London 1975.
- A Moon for Killers, London 1976.
- Night Run from Java, London 1979 (Flucht aus Java, Zürich 1988).
- The Fatal Shadow, London 1983.
- A Path for Serpents, London 1991.

Als Oswald Wynd:
- Black Fountains, New York 1947.
- Red Sun South, New York 1948.
- When Ape is King, London 1949.
- The Stubborn Flower, London 1949.
- The Gentle Pirate, New York 1951 (Das gefährliche Leben der Dame Tseng, Köln 1958).
- Stars in the Heather, Edinburgh/London 1956.
- Moon of the Tiger, London 1958.
- Summer Can't Last, London 1960.
- The Devil Came on Sunday, London 1961.
- A Walk in the Long Dark Night, London 1962.
- Death, the Red Flower, London 1965.
- Walk Softly, Men Praying, London 1967.
- Sumatra Seven Zero, London 1968.
- The Hawser Pirates, London 1970.
- The Forty Days, London 1972.
- The Ginger Tree, London 1977.
- The Blazing Air, New Haven 1981.